# 전재선
전재선(全載善, 全在善,1940년 - )은 조선민주주의인민공화국의 군인 겸 정치인이다. 조선인민군 차수이다.

## 경력
일제강점기 1940년에 태어나 김일성군사종합대학을 졸업했다. 1981년 8월 조선인민군 소장으로 인민군 총참모부 부총모장을 지냈고, 1985년 인민군 상장으로 승진하여 인민군 5군단장을 맡았다.
1986년 2월 조선로동당 중앙위원회 제6기 11차 회의에서 보궐 선거를 통해 당 중앙위 후보위원으로 선임되었다. 1992년 4월 인민군 대장으로 진급하였고, 1994년 2월 인민군 1군단장을 역임했으며 1997년 인민군 차수를 승진했다. 2010년 9월 당 중앙위 후보위원에서 해임되었다.

## 최고인민회의 대의원
1986년 11월 최고인민회의 제8기 대의원으로 선출되었고, 1998년 9월 제10기 대의원을 지냈다.

## 수훈
1994년 4월 김일성훈장을 받았으며, 1995년 10월 김일성표창 그리고 1996년 10월 ‘영웅’ 칭호를 받았다.

## 기타
1994년 7월 김일성, 1995년 2월 오진우, 1997년 2월 최광. 1998년 12월 전문섭 사망 당시에 국가 장의위원회 위원을 지냈다. 그리고 2008년 10월 박성철, 2010년 11월 조명록 사망 당시에 국가 장의위원회 위원을 맡았다.